# Чаниетури
Чаниетури (груз. ჭანიეთური) — село в Грузии, на территории Озургетского муниципалитета края (мхаре) Гурия.

## География
Село находится в западной части Грузии, на левом берегу реки Супсы, на расстоянии приблизительно 5 километров (по прямой) к северо-западу от города Озургети, административного центра муниципалитета. Абсолютная высота — 105 метров над уровнем моря.

## Население
По результатам официальной переписи населения 2014 года, в Чаниетури проживало 239 человек (118 мужчин и 121 женщина). В национальной структуре населения грузины составляли 99,2 %, русские — 0,4 %, украинцы — 0,4 %.
| Год  | Население, человек |
| ---- | ------------------ |
| 2002 | 220                |
| 2014 | ↗ 239              |